# 쉬샤오페이
쉬샤오페이(徐晓飞, 1982년 3월 7일 ~ )는 현재 시코쿠 성인 리그의 미나미 클럽에서 뛰고 있는 중국의 축구 선수이다.

## 구단 경력

### 일본에서의 경력
그의 어머니는 그를 10살 때 일본으로 유학을 보냈다. 그는 대학을 졸업하고 J리그 디비전 1 2005 시즌에 2부 리그인 홋카이도 콘사돌레 삿포로에서 축구 경력을 시작하였다. 그러나 오래 가지 않아 그는 4부 리그 인 카마타마레 사누키로 이적하여 더 많은 출전 시간을 얻었고 3부 팀인 가이나레 돗토리와 미쓰비시 미즈시마 FC의 눈을 사로잡았었지만 직접적인 움직임은 없었다.

### 중국으로 돌아가다
중국 슈퍼리그 2009 시즌 중간에 중국으로 돌아와 그의 지역 축구팀인 허난 쑹산 룽먼으로 이적했다.
하지만 2009년 리그 시즌 이후 건강 검진에서 심부정맥 진단을 받고 블로그를 통해 은퇴를 알렸다.